# Craig Brewer
Craig Brewer, född 6 december 1971 i Newport News i Virginia, är en amerikansk regissör, producent och manusförfattare. Hans film Hustle & Flow (2005) vann pris på 2005 års upplaga av filmfestivalen Sundance Film Festival och fick kommersiell framgång, samtidigt som den vann en Oscar för bästa sång ("It's Hard out Here for a Pimp"). Han är även känd för att ha regisserat 2011 års version av filmen Footloose, Dolemite Is My Name (2019) och En prins i New York 2 (2021), varav de två sistnämnda filmerna har den Oscarsnominerade skådespelaren Eddie Murphy i huvudrollen.